# 아빠가 여자를 좋아해
"아빠가 여자를 좋아해"는 2010년에 개봉한 대한민국의 영화이다. 성전환 수술을 받고 여성으로 살면서 남자친구와도 사귀고 있는 MTF 트랜스젠더 지현에게 성전환 수술 이전에 생긴 아들 유빈이 친아빠를 찾으려 가출해왔다며 나타나자 지현이 결국 며칠간 남장을 하고 아빠 노릇을 한다는 내용을 담고 있다. 배우 이나영이 남자로 변신해 특히 화제를 불러일으켰다.

## 캐스팅
- 이나영 : 손지현 역
- 김지석 : 준서 역
- 김희수 : 유빈 역
- 이필모 : 민규 역
- 정애연 : 보영 역
- 김희원 : 김 형사 역
- 김풍 : 백수 역
- 조성은 : 섹시녀 역
- 이광수 : 바람남 역
- 원보라 : 지현 모 역
- 김경범 : 감독 역
- 김정석 : 무술감독 역
- 장남열 : 아파트아저씨 역
- 윤미영 : 아파트아줌마 역
- 하재이 : 검사의 역
- 변비원 : 보영 모 역
- 박상연 : 정장 판매원 역
- 김성현 : 미용사 역
- 정미남 : 형사 1 역
- 이경헌 : 형사 2 역
- 추민영 : 형사 3 역
- 바딤 : 요셉 역
- 이창훈 : 조감독 역
- 박통일 : 경비 역
- 한설 : 레스토랑종업원 역
- 김세정 : 생일축하종업원 1 역
- 윤범수 : 생일축하종업원 2 역
- 양성규 : 생일축하종업원 3 역
- 백준길 : 과거학생 1 역
- 이형훈 : 과거학생 2 역
- 이재민 : 과거학생 3 역
- 권일 : 과거학생 4 역
- 전성애 : 과거학생 5 역
- 김현정 : 과거학생 6 역
- 김영조 : PC방주인 역
- 차봉주 : 열쇠공 역
- 윤동기 : 불량학생 1 역
- 최장현 : 불량학생 2 역
- 윤동기 : 불량학생 3 역
- 최현태 : 불량학생 4 역
- 배창민 : 중학생 역
- 박정현 : 나현 역
- 김태윤 : 철근 역
- 조아름 : 부동산전화 역
- 김응수 : 지현 부 역 (특별출연)
- 김흥수 : 영광 역 (특별출연)